# Зайцев В'ячеслав Олексійович
Вячесла́в Олексі́йович За́йцев (нар. 6 вересня 1980, Іванівка, Запорізька область — пом. 5 жовтня 2022, Донецька область) — український громадський діяч, історик, археолог, екскурсовод, бібліотекар, науковець, завідувач інформаційно-видавничого відділу Національного заповідника «Хортиця», депутат Запорізької міськради останніх двох скликань, голова Запорізької ради ветеранів, військовослужбовець, сержант Збройних Сил України, учасник російсько-української війни, який загинув під час російського вторгнення в Україну.

## Життєпис
Народився 6 вересня 1980 року в селі Іванівці, нині Благовіщенської громади Василівського району Запорізької области України.
У 1998—2000 роках проходив військову службу в Збройних Силах України, у 1 АеМД, сержант.
15 жовтня 2004 року, разом зі ще одним студентом історичного факультету Сергієм Дідиком був відрахований із Запорізького національного університету. Підставою для цього стало рішення Орджонікідзевського районного суду. Суд визнав студентів винними у правопорушенні, а саме вони закидали багнюкою рекламний щит з передвиборчою агітацією кандидата у президенти України Віктора Януковича. Суд присудив обом по три доби арешту. Після цього, проректор ЗНУ Григорій Брехаря підписав наказ про їхнє відрахування. 21 жовтня 2004 року сотні незгодних з таким рішенням студентів вийшли на акцію підтримки Сергія та В'ячеслава. Завдяки активній позиції студентів, викладачів історичного факультету та юристів, обох студентів було поновлено в університеті у грудні 2004 року.
2008 року закінчив історичний факультет ЗНУ.
2010 року почав працювати екскурсоводом національного музею «Хортиця» у Запоріжжі. Перед повномасштабною агресією Росії проти України очолював інформаційно-видавничий відділ музею...
Доброволець, до Збройних Сил України був призваний за частковою мобілізацією в березні 2014 року (зокрема, брав участь у звільненні Лиману в складі 79-ї окремої аеромобільної бригади, пройшов охорону Перекопського перешийка, проривався до своїх побратимів у оточення в «Секторі Д» — на українсько-російському кордоні та брав участь в боях за Донецький аеропорт).
У 2015 році В'ячеслав Зайцев в одному з інтерв’ю виданню «Главком» розповідав, що під час оборони Донбасу він з побратимами час від часу перехоплювали радіохвилі терористів і прослуховували їх. Це допомагало, наприклад, знати, коли вони будуть підвозити боєприпаси, коли у них буде рух якогось транспорту, ротація. До того ж загарбники казали, що у них буде атака, а бійці Збройних Сил України замовляли на цей момент міномети й артилерію. Найбільше йому запам’яталося перехоплення розмови одного із ватажків донецьких бойовиків і російського найманця Арсена Павлова на псевдо «Моторола». Той в радіоперехопленні назвав Зайцева своїм особистим ворогом.
|  | Одна з «нагород» для мене – це радіорозмова терористів з Моторолою, коли вони жалілися, що гранатометник їх просто «дістав». Це був я. І Моторола казав: «Ну, вбий уже цього гранатометника! Скільки можна!». Я так сміявся: ось вона слава прийшла, і мої заслуги ворог нарешті оцінив як слід. |

Герой фільму Радіо Свобода «Січ».
Депутат Запорізької міської ради від «Європейської солідарності». Керівник консультативної ради учасників АТО при голові Запорізької ОДА.
Загинув 5 жовтня 2022 року, відстоюючи цілісність України на Донецькому напрямку.
У Запоріжжі перейменовано вулицю Лермонтова на вулицю В’ячеслава Зайцева. Герою надано звання почесного громадянина Запоріжжя посмертно.

## Нагороди
- орден «За мужність» II ступеня (28 листопада 2022, посмертно) — за особисту мужність і самовіддані дії, виявлені у захисті державного суверенітету та територіальної цілісності України, вірність військовій присязі[11].
- орден «За мужність» III ступеня (4 грудня 2014) — за особисту мужність і героїзм, виявлені у захисті державного суверенітету та територіальної цілісності України, присязі, високий професіоналізм та з нагоди Дня Збройних Сил України[12].